# Nuts: Original Score from the Motion Picture
Nuts: Original Score from the Motion Picture è un album discografico di colonna sonora relativo al film Pazza (Nuts) del 1987, uscito anch'esso nel 1987 e interpretato dalla cantante statunitense Barbra Streisand.

## Tracce
1. The Apartment – 3:41 (Barbra Streisand)
2. The Bar – 1:58 (Streisand, Richard Baskin)
3. The Hospital – 2:42 (Streisand)
4. The Finale – 1:08 (Streisand)
5. The End Credits – 3:42 (Streisand)